# Milteliphaster wanganellensis
Milteliphaster wanganellensis är en sjöstjärneart som beskrevs av H.E.S. Clark 1982. Milteliphaster wanganellensis ingår i släktet Milteliphaster och familjen ledsjöstjärnor.
Artens utbredningsområde är havet kring Nya Zeeland. Inga underarter finns listade i Catalogue of Life.